# 相変化材料

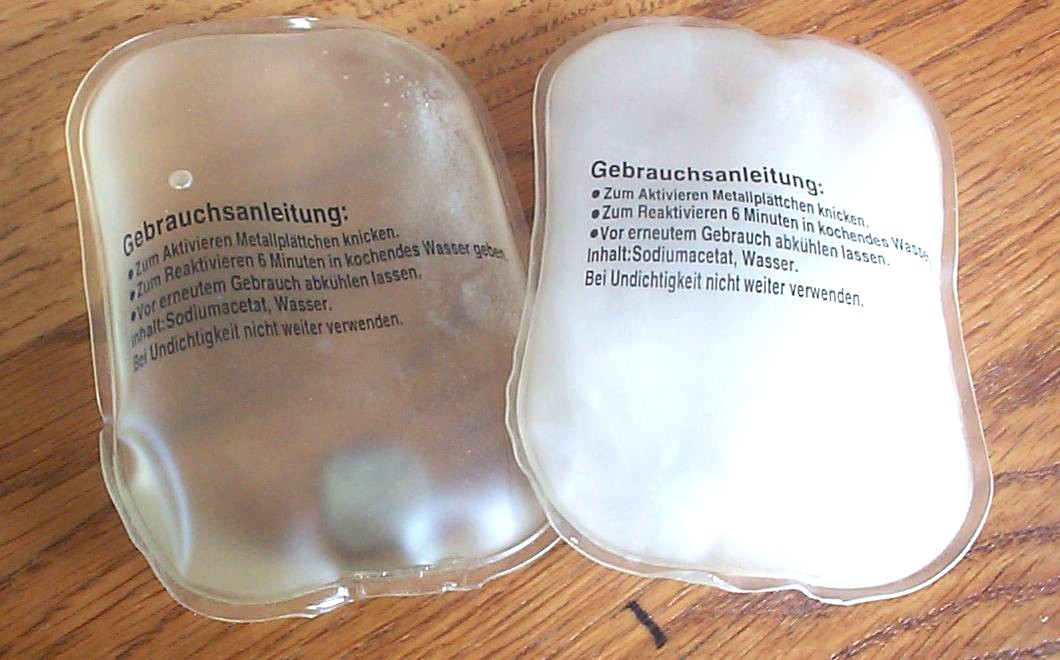
酢酸ナトリウムを使用したケミカルカイロ。結晶化時に発生する凝固熱を利用している。

相変化材料（そうへんかざいりょう、phase-change material (PCM)）は、相変化時に大きなエネルギーの放出または吸収を行い、利用可能な程度の発熱または冷却を行うことができる物質の総称である。
一般的に「相変化」とは、物質の状態の変化（例えば固体から液体、液体から気体への変化）のことを指す。また、ある結晶構造に適合する状態から別の結晶構造に適合する状態への変化のような、非古典的な物質の状態の変化を指す場合もある。固体から液体への変化、またはその逆の変化によって放出・吸収されるエネルギー、すなわち融解熱は、一般に顕熱よりも遥かに大きい。例えば、水の温度を1度上げるのに必要なエネルギーは約4.2J/gであるが、氷を溶かすのに必要なエネルギーは333.6J/gである。氷・水は古代から使われてきたPCMであり、少なくともアケメネス朝の時代から、冬に蓄えた氷を、夏に冷房のために使うということが行われてきた。
相変化温度(PCT)で融解・凝固することにより、PCMは顕熱での貯蔵に比べて大量のエネルギーを吸収・放出することができる。材料が固体から液体に変化するとき、またはその逆のとき、あるいは材料の内部構造が変化するとき、熱が吸収または放出される。そのため、PCMは潜熱蓄熱材(LHS)とも呼ばれる。
PCMには、石油・植物・動物由来の有機材料と、天然塩などに由来する塩水和物の主に2種類がある。この他、固体から固体への相変化を利用したPCMもある。
PCMは、エネルギーの貯蔵や安定した温度の供給のために使われており、後者の用途として、繰り返し利用可能な携帯カイロ、ネッククーラーなどの冷却グッズ、精密機器の冷却などがある。
PCMの最も大きな潜在的市場は、建物の冷暖房への利用である。再生可能エネルギーによる発電は、電力の供給が断続的もしくは不安定であり、また、需要に合わせて供給量を増減させるのが難しい。例えば、太陽光発電の供給のピークである昼間にPCMにエネルギーを蓄積し、需要のピークである夕方から夜に放出するということが考えられる。

## 特徴と分類
潜熱蓄熱は、液体→固体、固体→液体、固体→気体、液体→気体のような物質の状態の変化によって行われる。しかし、PCMとして実用的であるのは、固体→液体、液体→固体の相変化のみである。液体→気体の相変化は、固体→液体の相変化よりも蓄えられる熱量が多いが、気体の状態になると体積が大きくなるため、実用的ではない。固体-固体の相変化は一般的に非常に遅く、蓄えられる熱量も比較的少ない。以下、固体-液体PCMについて説明する。
固体の状態のPCMは、顕熱蓄熱材(SHS)と同様に、熱を吸収すると温度が上昇する。しかし、PCMが相変化温度（融点）に達すると、全て溶けきるまで温度が一定で、大量の熱を吸収する。逆に、液体の状態のPCMの周辺の温度が下がると、PCMは凝固し、蓄えていた潜熱を放出する。多くのPCMが、-5℃から190℃までのあらゆる温度帯で利用可能である。石の比熱容量が1kJ/kg℃程度なのに対し、PCMの中には、200kJ/kg℃以上の比熱容量を持つものもある。しかし、石の密度はPCMよりも遥かに大きいため、この比熱容量の差はいくらか相殺される。

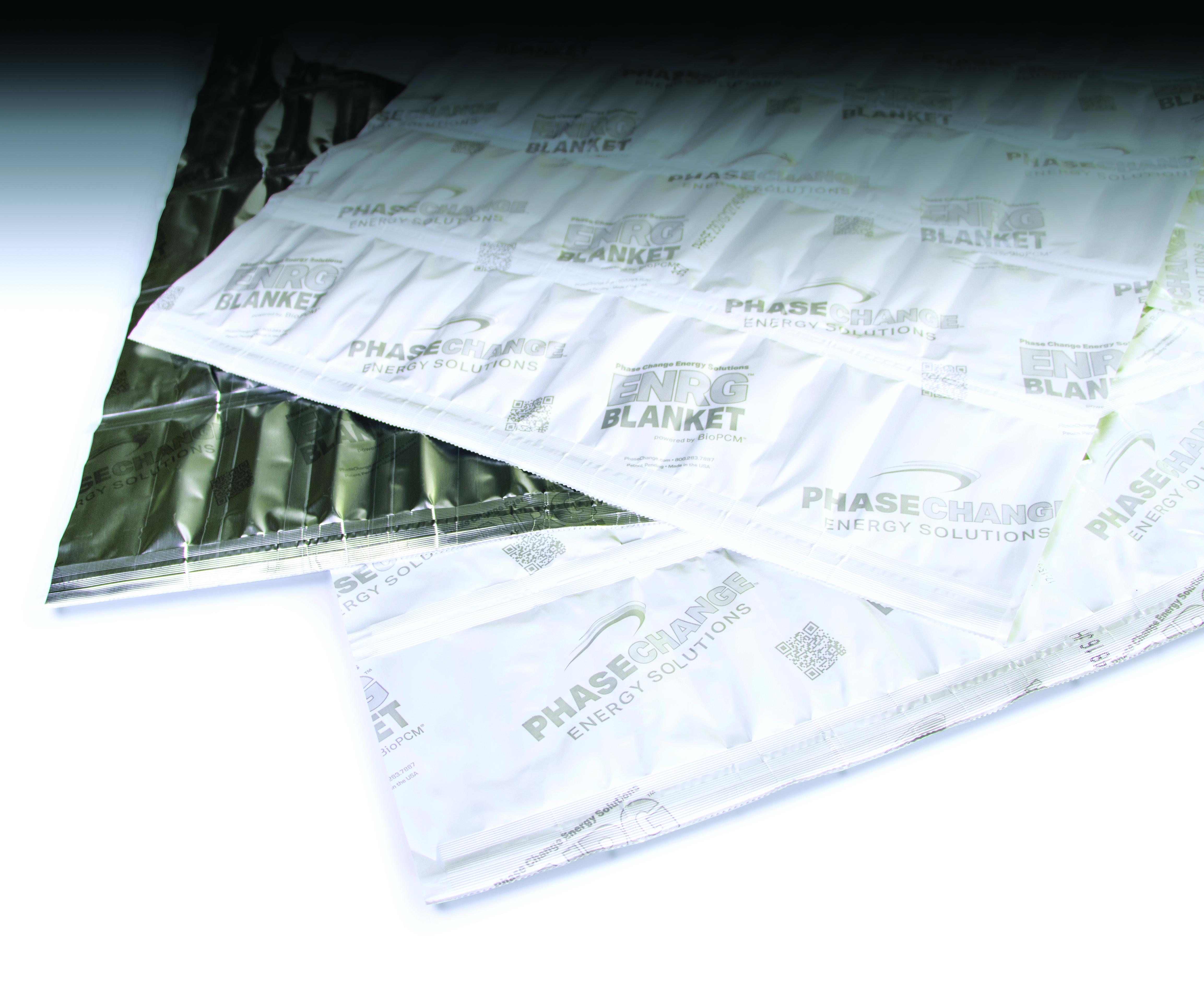
PCMを利用した断熱材

### 有機PCM
主としてパラフィン(CnH2n+2)と脂質だが、糖アルコールも含まれる。
- 利点
  - 超低温で冷却しなくても凝固する。
  - 一致溶融（英語版）しやすい。
  - 自己核生成特性。
  - 従来の建築材料と互換性がある。
  - 分離しない。
  - 化学的に安定。
  - 安全で反応性が低い。
- 欠点
  - 固体の状態で熱伝導率が低い。凝固時に高い熱伝導率が必要になる。ナノコンポジットでは熱伝導率が最大で216％増加することがわかっている[6][7]。
  - 体積あたりの潜熱蓄熱量が少ない場合がある。
  - 可燃性。これは特殊な封じ込めによって部分的に軽減できる。

### 無機PCM
塩水和物(MxNy·nH2O)が使用される。
- 利点
  - 体積あたりの潜熱蓄熱量が高い。
  - 入手しやすく低価格である。
  - 融点がはっきりしている。
  - 熱伝導性が高い。
  - 融解熱が高い。
  - 不燃性。
  - 持続可能性。
- 欠点
  - 潜熱エンタルピーが大きく損なわれる、分解溶融（英語版）や相分離が起こるのを防ぐのが難しい[9]。
  - 金属など他の多くの材料に対して腐食性がある[10][11][12]。これは、腐食しない材料とのみ組み合わせるか、非反応性プラスチックに少しずつPCMを封入することで解決できる。
  - 混合物によっては体積変化が非常に大きい。
  - 固体-液体相変化において過冷却が問題となる場合があり、くり返し使用すると使えなくなる可能性がある。

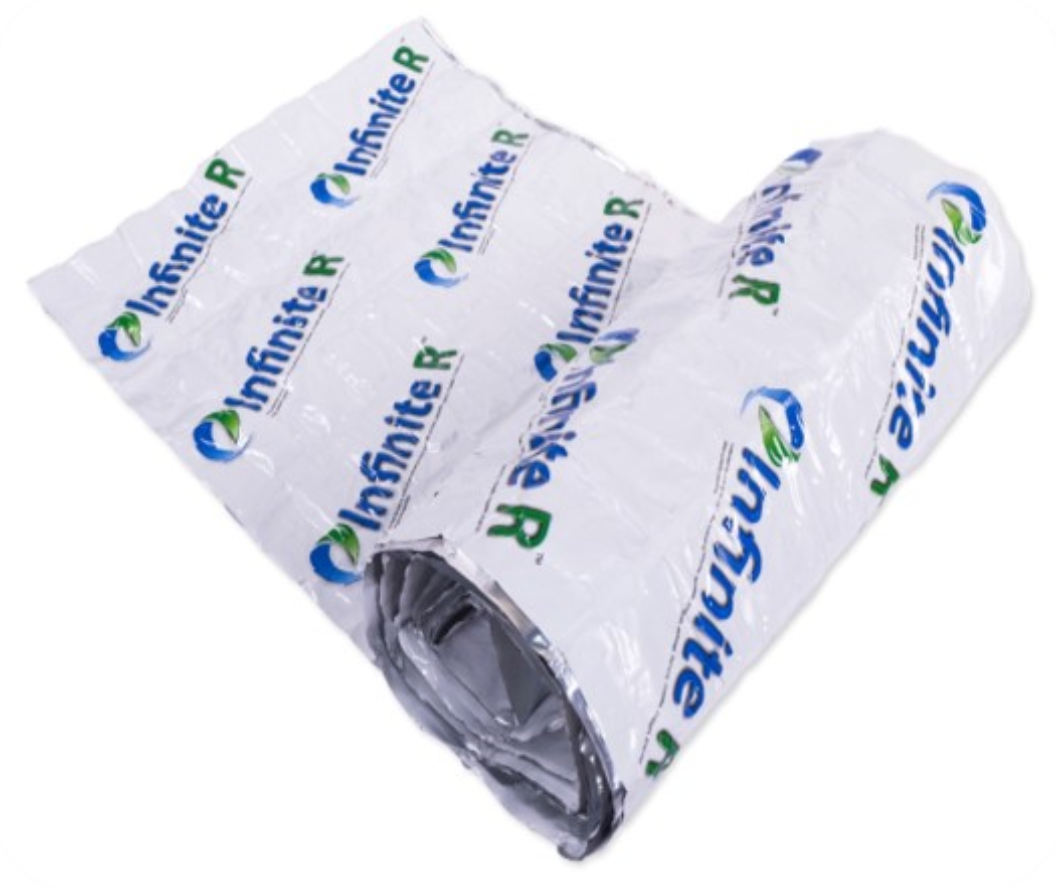
核生成剤とゲル化剤を使用した共晶塩水和物PCM

### セミクラスレートハイドレート（準包接水和物）
多くの無機PCMと同じく塩水和物だが、主なゲスト分子は有機物であるテトラブチルアンモニウムなどの4級アンモニウム塩である。
メタンハイドレートなどのクラスレートハイドレートと同様、水分子のかご状構造の中に他の物質の分子が入り込んだものであるが、クラスレートハイドレートの場合ゲスト分子と水分子はファンデルワールス力で相互作用しているのに対しセミクラスレートハイドレートは水とゲストとの間により水素結合を持ち、これにより融点が高まる。融点は0〜30℃ほどで、パラフィンも同じ温度域をサポートするが、セミクラスレートハイドレートの方がより蓄熱量に優れ、可燃性も低い。

### 吸湿性材料
多くの天然材料には吸湿性があり、水の吸収・放出の際にも液体-気体の相変化があり、熱が吸収・放出される。この過程で放出・吸収されるエネルギーは少量だが、表面積が大きいため、吸湿性材料を壁などに使用することで、かなりの暖房・冷房が可能になる。

### 固体-固体PCM
特定の温度で、結晶構造の格子配置が変化する際に大きな潜熱の吸収・放出が行われる材料。固体-液体PCMと異なり、過冷却を防ぐための核生成が不要となる。また、固体から固体への相変化であるため、PCMの外観に目に見える変化がなく、液体の取り扱いに伴う漏れ・封じ込めなどの問題が生じない。固体-固体PCMの適用温度範囲は-50 °C から175 °Cまでである。

## 熱物性
相変化材料の主要な熱物性には、融点（Tm）、融解熱（ΔHfus）、固体および液相の比熱（CP)、固体および液相の密度（ρ）、および熱伝導率がある。代表的なPCMの熱特性を以下に示す。多くのPCMの熱伝導率が低いのは主要な課題の一つである。これにより、熱伝達効率が制限される。この問題に対処するために、カーボンナノチューブ、グラフェン、金属ナノ粒子などの高い熱伝導率添加物が導入され、性能の向上が図られている。別の重要な問題は、過冷却である。この効果を軽減するために、核生成剤やカプセル化技術などのソリューションが開発されている。さらに、位相遷移中の体積の拡大は、材料の安定性に影響を与える可能性があり、高度な構造設計と封じ込め戦略が必要となる。最近の研究では、ナノ強化PCMと複合構造も調査して、熱応答時間とサイクリングの安定性をさらに最適化した。このナノ強化されたPCM、特に金属泡を取り入れたPCMは、熱伝導率を高め、熱管理アプリケーションの効率を改善することが示されている。
| PCM 分類      | 物質                   | 融点 (°C) | 潜熱 (kJ/kg) | 熱伝導率 (W/m・K) |
| ------------- | ---------------------- | --------- | ------------ | ----------------- |
| 有機 PCM      | Paraffin Wax           | 20-70     | 150-250      | 0.2-0.4           |
|               | Fatty Acids            | 20-70     | 150-200      | 0.2-0.3           |
| 無機 PCM      | Hydrated salts         | 30-120    | 200-350      | 0.5-1.2           |
|               | Metallic PCMs          | 30-1000   | 100-300      | 10-50             |
|               | Eutectic salts         | 50-250    | 100-250      | 0.5-2.0           |
| 固体-固体 PCM | Graphene-enhanced PCMs | 30-150    | 150-350      | 1.0-10.0          |

## 利用

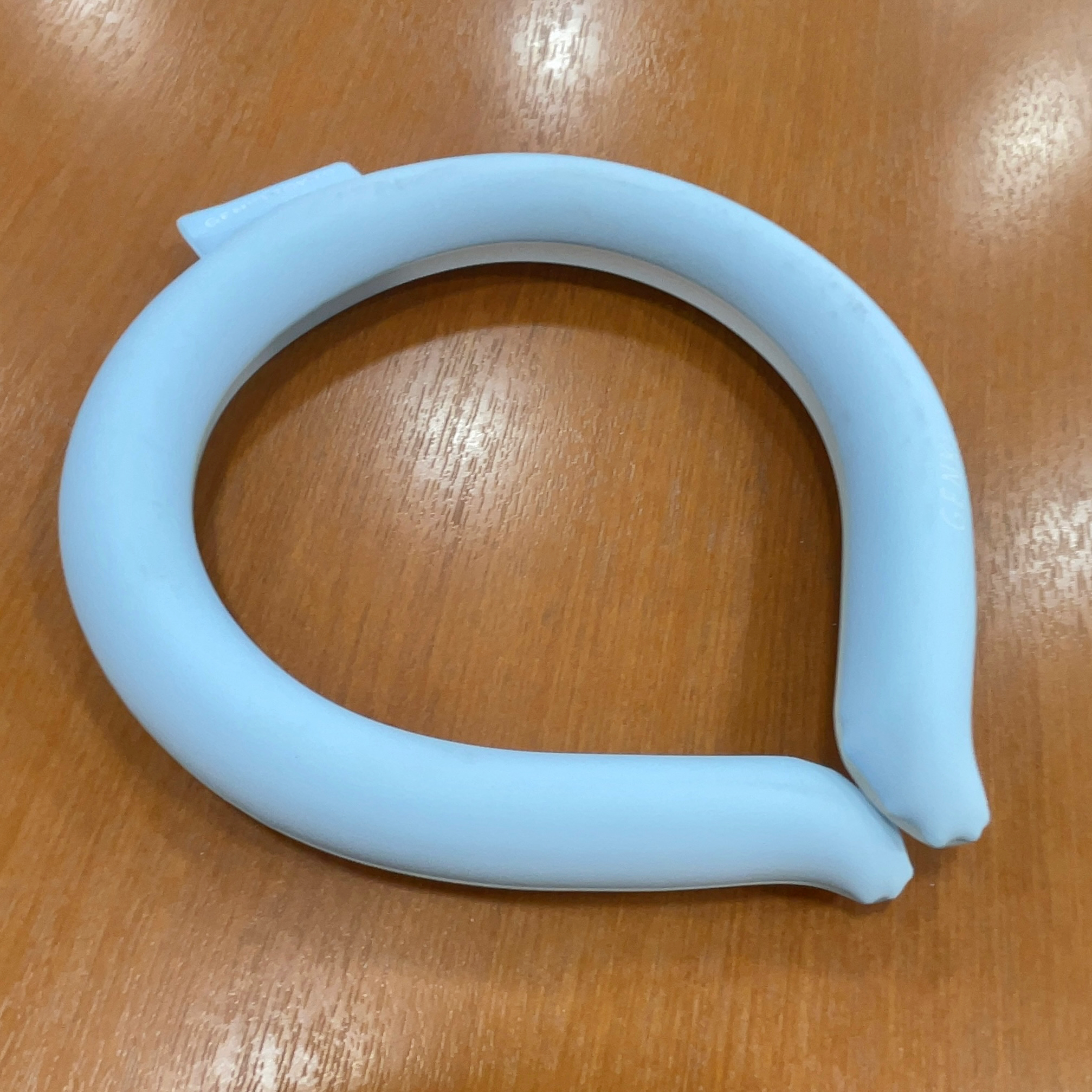
PCM素材のネッククーラー

PCMの用途として以下のものが挙げられるが、これに限られるものではない。
- 熱エネルギー貯蔵（Flamco社のFlexTherm Eco[21]など）
- コールド・エネルギー・バッテリー（英語版）
- 建物の空調
- エンジンの冷却
- 食品の冷却
- 氷や霜の形成を遅らせる[22]
- 医療用途: 血液の輸送、手術台の冷却、温冷療法、周産期仮死（英語版）の治療[23][24]
- ネッククーラーなどの冷却グッズ
- 廃熱の回収
- オフピーク（英語版）時の電力利用（給湯や冷暖房）
- ヒートポンプ
- 宇宙船の熱システム
- 乗り物の快適性評価の改善
- 電子機器の熱保護
- CPUの冷却

## 情報源
- Phase Change Material (PCM) Based Energy Storage Materials and Global Application Examples, Zafer URE M.Sc., C.Eng. MASHRAE HVAC Applications
- Phase Change Material Based Passive Cooling Systems Design Principal and Global Application Examples, Zafer URE M.Sc., C.Eng. MASHRAE Passive Cooling Application
- Phase Change Materials for Low Temperature Solar ThermalApplications, Res. Rep. Fac. Eng. Mie Univ., Vol. 29, pp. 31-64 (2004)  各種PCMの物性値に詳しい